# Szirmai Viktória
Szirmai Viktória (Budapest, 1944. április 22. –) Széchenyi-díjas szociológus, egyetemi tanár, az MTA doktora.

## Élete
Az ELTE BTK történelem-filozófia szakán 1969-ben diplomát, majd 1976-ban ugyanitt egyetemi doktori címet szerzett. 1985-ben Budapesten az MTA-n a szociológia tudományok kandidátusa, 1997-ben pedig ugyanitt a szociológia tudományok doktora lett. 1998-tól a Kertészeti és Élelmiszeripari Egyetem Tájépítészeti és Fejlesztési Kar, Kert- és Településépítészeti Tanszékén habilitált. 2005-től pedig Székesfehérváron, a Kodolányi János Főiskolán volt egyetemi tanár.

## Kutatási területei
- A klímaváltozás társadalmi hatásai

## Munkássága
- 1969—1970	Politikai Főiskola, Szociológiai tanszék — gyakornok
- 1970—1985	Politikai Főiskola, Szociológiai tanszék — egyetemi tanársegéd
- 1985—1988	Politikai Főiskola, Szociológiai tanszék — egyetemi docens
- 1988—1998	MTA Társadalmi Konfliktusok Kutatóközpontja — tudományos főmunkatárs, műhelyvezető
- 1998—tól MTA Szociológiai Kutatóintézet — tudományos tanácsadó, műhelyvezető
- 2000—2011-ig MTA RKK NYUTI Közép-dunántúli Osztály — tudományos tanácsadó, osztályvezető
- 2006—2011 között MTA RKK NYUTI Közép-dunántúli Osztály — tudományos tanácsadó

## Felsőoktatási tevékenysége
- 1998—2002 között egyetemi magántanár a Kertészeti és Élelmiszeripari Egyetem, Tájépítészeti és Fejlesztési Kar, Kert és Településépítészeti Tanszékén.
- 2004—től egyetemi tanár a Kodolányi János Főiskola, Székesfehérvár, Európai Közpolitika és Szociális Szolgáltatásmenedzsment Tanszékén.

## Tudományos, szakmai közéleti tevékenysége
- 1990—től az MTA Regionális Tudományos Bizottsága, valamint a Magyar Urbanisztikai Társaság tagja.
- 1991—1995 között OTKA Társadalomtudományi Kollégiuma Szociológiai zsűri tagja
- 1994—től az MTA Településtudományi Bizottság tagja.
- 1994—től1997-ig a Magyar Urbanisztikai Társaság Országos Választmánya vezetőségi tagja.
- 1995—2000 között MTA Doktori Tanácsa, Szociológiai és Demográfiai Szakbizottság tagja.
- 1997—2005 között a Magyar Szociológiai Társaság Környezetszociológiai Szakosztály elnöke.
- 1997—től a Magyar Szociológiai Társaság elnökségi tagja
- 1999—2002 között az OTKA Társadalomtudományi Kollégiuma Szociológiai zsűri tagja.
- 1999-től a	Magyar Szociológiai Társaság alelnöke
- 2000—2006 között a	Magyar Akkreditációs Bizottság, Szociológiai Tudományok Bizottsága tagja
- 2001	Magyar Szociológiai Társaság, elnök
- 2002-től a	Magyar Szociológiai Társaság alelnöke
- 2003–2007 között a	KvVM–MTA VAHAVA Tudományos Tanács tagja
- 2004-től részt vett a Magyar UNESCO Bizottság Társadalmi Átalakulások Irányítása projektjében.
- 2005-től a	Kodolányi Európai Integrációs Kutató és Fejlesztő Intézet, Nemzetközi Tanácsadó Testülete tagja
- 2006-tól az EU VII. Governance for Sustainability (G-FORS) tanácsadó testület tagja, nemzetközi szakértője a European Sciences Foundation (ESF)-nak, tagja az European Urban Research Association (EURA)-nak, a World Society of Ekistics (EKISTICS)-nek, alelnöke az Alba Polisz Tudományos Park Egyesületnek, valamint elnöke a Magyar Szociológiai Társaság Környezet és Regionális Szociológia Szakosztálynak, tagja a Kodolányi János Főiskola szenátusának.
- 2008-tól az MTA Regionális Tudományos Bizottság alelnöke.

## Díjai, elismerései
- Széchenyi-díj (2008)

## Tanulmányutak
- 1994—1998 között tanulmányút — Franciaország
- 2000-ben Berlin, European Cities: Networks and Crossroads Fifth International Conference on Urban History című konferencia — Németország, tanulmányút — Franciaország, Strassbourg, Nouvelles Urbanites, Nouvelles Ruralites en Europe. című konferencia.
- 2001-Konferencia Madrid, IV Seminaro Hispano-Húngaro, Nuevos problemas regionales y retos para el siglo XXI. konferencia — Spanyolország és ugyancsak 2001-ben konferencia Lengyelországban, Varsóban; Seminare le Programme International de Cooperation Scientifique: L'évolution des rapports sociaux entre espaces urbains et espaces ruraux. Mecanismes locaux et évaluation des effets de l'entree dans l'Union Europeenne de la Hongrie et de la Pologne címen.
- 2005-ben Finnország, Helsinki: Forward Look on Urban Science – Final Conference. European Science Foundation
- 2006-ban Németországban, Berlinben; Governance for Sustainability (G-Fors) EU VII. nemzetközi projekt szakértőbizottsági ülése (Advisory Board Meeting).
- 2007-ben Ausztriában, Bécsben: 4Cities UNICA Euromaster in Urban Studies, Interdisciplinary Master Programme, szimpózium a program előkészítéséről. Ugyanez évben Franciaországban, Párizsban: Kutatási együttműködés és tanulmányút az „Életmód- életforma és térhasználat típusok napjaink várostérségeiben” című MTA-CNRS bilaterális program keretében.
- 2008-ban Spanyolországban,	Madridban: 4Cities UNICA Euromaster in Urban Studies, Interdisciplinary Master Programme, Universidad Complutense de Madrid.

## Előadásai
- L’Ecole des Hautes Etudes en Sciences Sociales, Párizs — Franciaország
- L’École d’Architecture de Paris, Párizs — Franciaország

## Publikációi
A publikációi a Szociológiai Szemle, Társadalmi Szemle, Társadalomkutatás, ÖKO Ökológia – Környezetgazdálkodás – Társadalom, Magyar Tudomány, Tér és Társadalom, AGRO21” Füzetek, La Nouvelle Alternative, Unite de Formation et de Recherche en Geographie, STRATES című folyóiratokban jelentek meg.
- Társadalmi integráció a jelenkori Magyarországon